# دنيس مولتشانوف
دنيس مولتشانوف (بالأوكرانية: Денис Петрович Молчанов)‏ مواليد 16 مايو 1987 في كيشيناو، الجمهورية المولدوفية السوفيتية الاشتراكية، هو لاعب كرة مضرب أوكراني ويحتل حالياً المرتبة رقم. 236 (1 فبراير 2016) في تصنيف رابطة محترفي كرة المضرب. أعلى تصنيف له في الفردي كان المركز الـ 169 في سنة 2015. أعلى تصنيف له في الزوجي كان المركز الـ 85 في سنة 2012.

## النهائيات

### الزوجي
| الحصيلة | الرقم | التاريخ       | الدورة              | الأرضية | الشريك               | المنافس في النهائي                       | النتيجة               |
| الفوزs  | 1.    | 30 أغسطس 2008 | ألماتي، كازاخستان   | صلبة    | الكسندر كراسنوروتسكي | سيريم أبدوخاليكوف أليكس بوغومولوف جونيور | 3–6, 6–3, [10–2]      |
| الفوزs  | 2.    | 30 أغسطس 2009 | ألماتي، كازاخستان   | صلبة    | يانغ تسونغ هوا       | بيير لودوفيك دوكلو أليكسي كيدريوك        | 4–6, 7–6(7–5), [11–9] |
| الوصافة | 1.    | 1 أغسطس 2010  | سارانسك، روسيا      | ترابية  | أرتيم سميرنوف        | ايليا بيليايف ميخائيل إلجين              | 6–3, 6–7(6–8), [9–11] |
| الوصافة | 2.    | 10 يوليو 2011 | بوزوبلانكو، إسبانيا | صلبة    | إيليا مارشينكو       | ميخائيل إلجين ألكسندر كودريافتسيف        | فوز سهل               |

## روابط خارجية
- دنيس مولتشانوف على موقع رابطة محترفي التنس (الإنجليزية)
- دنيس مولتشانوف على موقع الاتحاد الدولي لكرة المضرب (الإنجليزية)
- دنيس مولتشانوف على موقع كأس ديفيز (الإنجليزية)
- دنيس مولتشانوف على موقع خلاصة التنس.كوم (الإنجليزية)
- دنيس مولتشانوف على موقع إي إس بي إن.كوم (الإنجليزية)
- دنيس مولتشانوف على موقع أوليمبيديا (الإنجليزية)